# Teatro Paisiello
A Teatro Paisiello Lecce legjelentősebb színháza. A lírai és drámai műfajnak egyaránt otthona.

## Története
Az első színház az 1600-as évek elején nyitotta meg kapuit a nagyközönség előtt Teatro Nuovo néven. Az 1758-as átépítésnek köszönhetően nyerte el mai barokk formáját. Ekkor nevezték el Giovanni Paisielloról, a neves tarantói zeneszerzőről. 1867-ben a város tulajdonába került. A városatyák ekkor a teljes felújításáról döntöttek. A felújított színház 1870-ben nyitotta meg kapuit. A legutolsó jelentősebb restaurálási munkálatokra az 1990-es években került sor. 
Az egyszerű homlokzat egy gazdagon díszített, négyszintes nézőteret rejt. A patkó alakú nézőtér kiváló akusztikát biztosít. A Teatro Paisiello ma Salento legjelentősebb színháza és operaháza egyben.